# Festuca dentiflora
Festuca dentiflora är en gräsart som beskrevs av Stancík och Paul M. Peterson. Festuca dentiflora ingår i släktet svinglar, och familjen gräs. Inga underarter finns listade i Catalogue of Life.